# Модель робіт
Моде́ль робі́т (англ. Activity Model) — графічне представлення бізнес-процесу, яке відображає роботи, з яких складається бізнес-процес. Модель висвітлює взаємозв'язки між роботами шляхом зазначення «вхідних» та «вихідних» продуктів, контрольних точок та певних ресурсів для кожної роботи.

## Джерело
- Глосарій Менеджмент.com.ua [Архівовано 16 грудня 2008 у Wayback Machine.]